# Set the Controls for the Heart of the Sun
Set the Controls for the Heart of the Sun je skladba britské skupiny Pink Floyd, která poprvé vyšla na albu A Saucerful of Secrets v červnu 1968. Jejím autorem je baskytarista Roger Waters, který ji také nazpíval.

## Kompozice
Jedná se o epickou space rockovou skladbu, jednu z prvních písní Rogera Waterse, který na ni na pracoval čtyři měsíce, než ji skupině předložil. Její text pochází ze starověké čínské poezie, Waters si vypůjčil verše od básníků Li Šang-jina a Li Chea, kteří žili v 8. a 9. století. Podle autora skladby je jeho textařským dílem pouze název, který ale lze také nalézt ve sci-fi románu Fireclown od Michaela Moorcocka.
Protože „Set the Controls for the Heart of the Sun“ byla nahrávána v průběhu půl roku, účinkují v ní jak původní frontman kapely Syd Barrett, tak i jeho kamarád David Gilmour, který jej na začátku roku 1968 nahradil. Jedná se tedy o jedinou skladbu, kde lze slyšet všech pět členů Pink Floyd dohromady, ačkoliv Barrettova kytarová hra je zde skryta pod dominantními klávesami Ricka Wrighta. Nick Mason hraje v této skladbě na bicí tympánovými paličkami, svou hrou a rytmem se snažil napodobit svoji oblíbenou píseň „Blue Sands“ jazzového bubeníka Chica Hamiltona.

## Živé a alternativní verze
Skladba „Set the Controls for the Heart of the Sun“ byla jedním ze základů koncertů Pink Floyd na konci 60. let 20. století, její délka dosahovala i 14 minut. Prvním doloženým vystoupením, kde tato píseň zazněla, je koncert z 21. září 1967 v anglickém Worthingu. V setlistu zůstala i na přelomu 60. a 70. let, například v roce 1972 byla většinou hrána jako přídavek. Naposledy ji Pink Floyd odehráli na koncertě konaném dne 13. října 1973 ve Vídni.
Také pro Rogera Waterse je tato skladba jednou ze stálic jeho sólových koncertů. V upraveném aranžmá, s ženskými vokály, kytarovým sólem a saxofonovými sóly ji zařadil na setlist svého prvního turné The Pros and Cons of Hitch Hiking (1984–1985), zazněla též na koncertech v rámci druhé a třetí části turné In the Flesh (2000–2002) a na celém turné The Dark Side of the Moon Live (2006–2008). V roce 2018 byla skladba zařazena na program debutového turné skupiny Nick Mason's Saucerful of Secrets.
Nahrávání písně začalo 8. srpna 1967 v EMI Studios, kdy byly nahrány stopy kytary a baskytary. V proběhu října toho roku byly natočeny přehrávky, stejně jako v lednu 1968, kdy již Barretta nahradil Gilmour. Skladba o délce 5 minut a 27 sekund vyšla 28. června 1968 na albu A Saucerful of Secrets. Posléze byla vydána též na kompilacích Works (1983) a Echoes: The Best of Pink Floyd (2001). Živé koncertní verze vyšly na dvojalbu Ummagumma (stopáž 9:12, 1969) a na videozáznamu Pink Floyd v Pompejích (1972). Vydána byla také sólová verze Rogera Waterse na koncertním dvojalbu a videozáznamu In the Flesh (stopáž 7:15, 2000).

## Videoklip
Ve dnech 18. a 19. února 1968 natočili Pink Floyd již s Davidem Gilmourem a bez Syda Barretta černobílý videoklip pro belgickou televizi RTB. Klip byl na playback nahrán v bruselských studiích RTB.

## Původní sestava
- David Gilmour – elektrická kytara
- Syd Barrett – elektrická kytara
- Rick Wright – elektronické varhany, vibrafon
- Roger Waters – baskytara, zpěv
- Nick Mason – bicí